# Sumisip
Sumisip ist eine philippinische Stadtgemeinde in der Provinz Basilan.
Am 29. März 2008 wurde aus zwölf Baranggays der Stadtgemeinde – Sumisip Babag (Babuan Island), Balanting, Boloh-boloh, Bukut-Umus, Kaumpurnah, Lanawan, Pisak-pisak, Saluping, Suligan (Babuan Island), Sulloh (Tapiantana), Tambulig Buton und Tong-Umus – die neue Stadtgemeinde Tabuan-Lasa gegründet.
Teile des Basilan Natural Biotic Areas liegen auf dem Gebiet der Gemeinde.

## Baranggays
Sumisip ist politisch unterteilt in 29 Baranggays.
| - Bacung - Benembengan Lower - Buli-buli - Cabcaban - Guiong - Manaul - Mangal (Pob.) - Sumisip Central - Tumahubong - Libug | - Tongsengal - Baiwas - Basak - Cabengbeng Lower - Cabengbeng Upper - Luuk-Bait - Mahatalang - Benembengan Upper - Bohe-languyan - Ettub-ettub | - Kaum-Air - Limbocandis - Lukketon - Marang - Mebak - Sahaya Bohe Bato - Sapah Bulak - Tikus - Kaumpamatsakem |